# Embalse de Gabriel Enríquez de la Orden

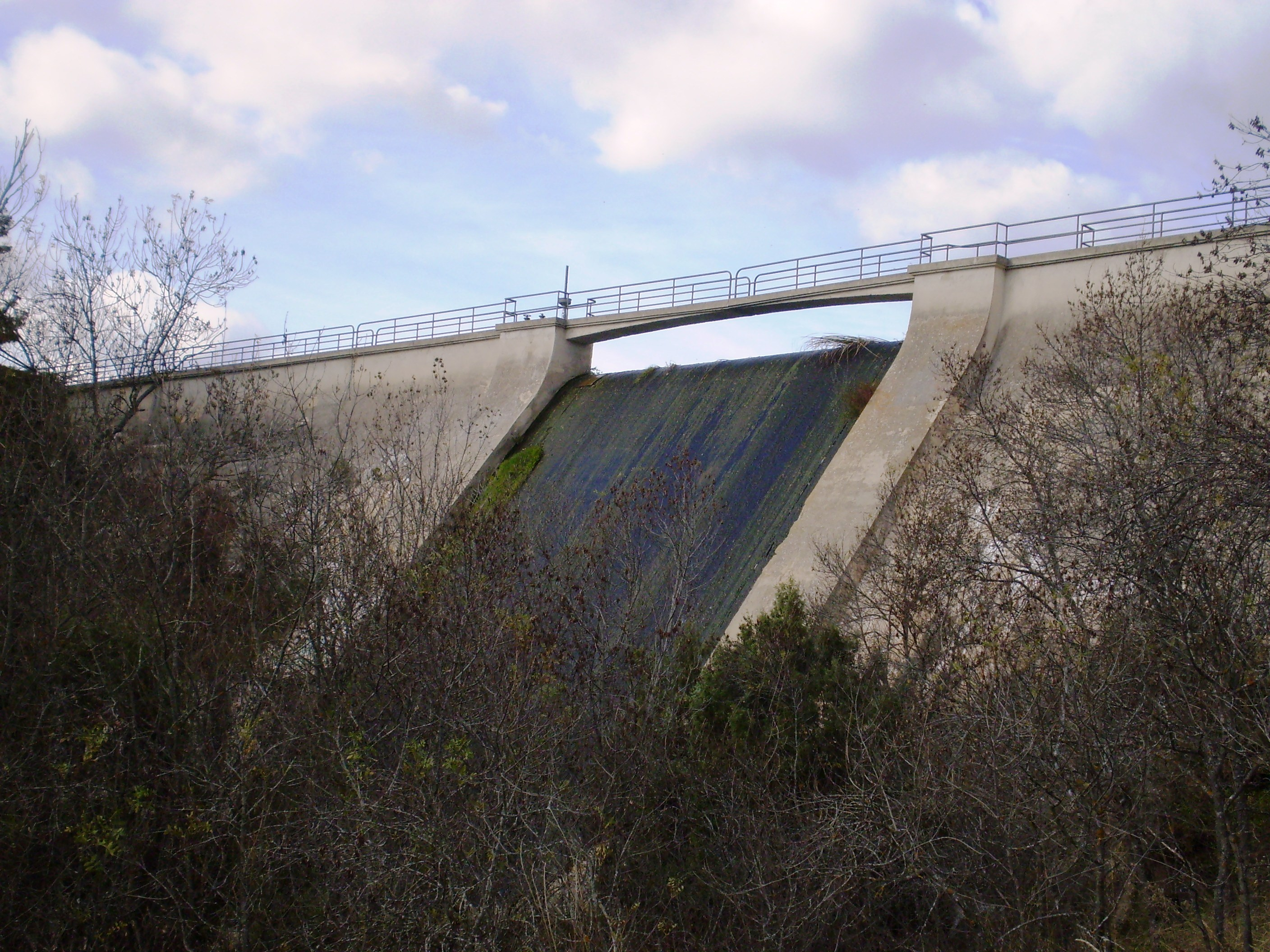
Presa del Embalse de Gabriel Enríquez de la Orden.

El embalse de Gabriel Enríquez de la Orden o de Los Peñascales está situado en las primeras estribaciones de la Sierra del Hoyo, dentro del municipio español de Torrelodones, en la zona noroccidental de la Comunidad de Madrid. Ocupa la parte central del núcleo de población de Los Peñascales.
Está formado por el Arroyo de Trofas, afluente por la derecha del Manzanares. Pertenece, por tanto, a la cuenca hidrográfica de este río, que, a su vez, es subsidiaria de la del Jarama y ésta de la del Tajo.
Fue construido por la empresa Agroman en 1962 para abastecimiento de agua de las urbanizaciones de su entorno, si bien ha perdido este uso con el desarrollo de otras infraestructuras hidráulicas por parte del Canal de Isabel II, que suministran agua a Los Peñascales.
El humedal al que ha dado lugar el embalse está integrado, desde el año 1985, dentro del Parque Regional de la Cuenca Alta del Manzanares, así como su zona de influencia, poblada por sotos y encinares carpetanos.
Tras una situación de medio abandono, el Ayuntamiento de Torrelodones aceptó el 16 de junio de 2014 la cesión gratuita de los terrenos que ocupa el embalse de Los Peñascales así como la presa Gabriel Enríquez de la Orden, ante el riesgo cierto de que la inacción de la administración municipal pudiese tener como consecuencia el inicio de un expediente de puesta fuera de servicio de la presa y su desaparición a medio plazo.

## Características
El embalse ocupa unas dos hectáreas de terreno y tiene una capacidad para 120.000 metros cúbicos de agua. La presa es del tipo de ‘gravedad de planta recta’, con una altura máxima sobre el cauce de 15,70 metros. La coronación de la presa, es decir, la parte superior, tiene una longitud de 179 metros y su acceso está cerrado por dos puertas metálicas en ambos extremos. La presa cuenta con una galería de inspección longitudinal en la base con una sección de 1,80x1,00 metros. En este espacio se controlan las filtraciones y la presión que ejerce el agua del embalse en la presa.
El agua que llega hasta el embalse, procedente del arroyo de Trofas, es agua residual depurada que viene de la depuradora de Hoyo de Manzanares. El agua no es apta para el consumo, pero sí supera todos los controles del Canal de Isabel II y de la Confederación Hidrográfica del Tajo para que pueda discurrir por los cauces.